# Rudolf Knosp

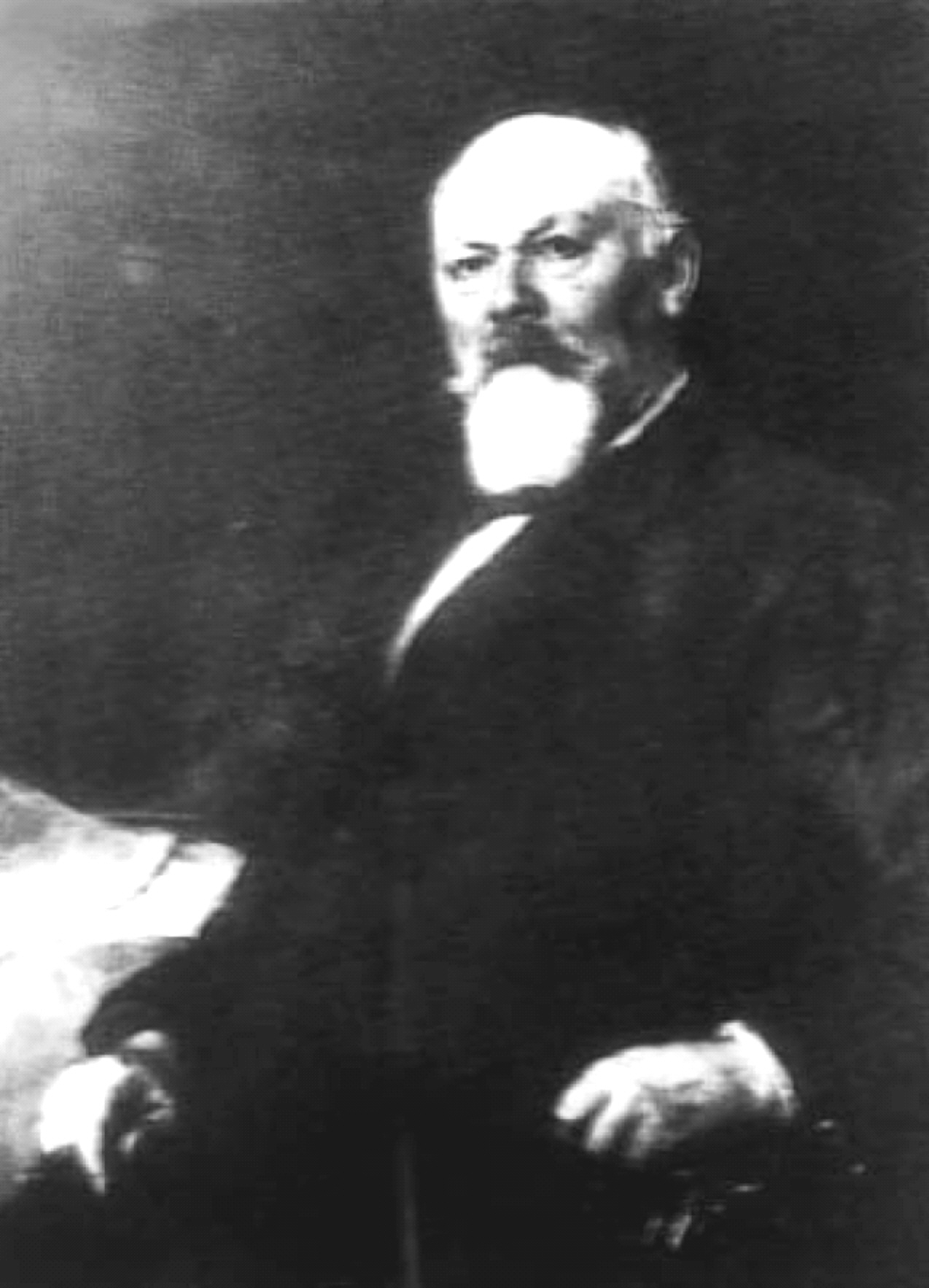
Rudolf Knosp
(ca. 1890)

Rudolf Knosp, auch Rudolph Knosp (* 27. Juni 1820 in Ludwigsburg; † 26. März 1897 in Stuttgart), war ein deutscher Unternehmer der Chemieindustrie.
Rudolf Knosp lernte in einem Indigo-Handelsgeschäft und gründete 1845 eine kleine Farbenfabrik in Cannstatt für chemisch-technische Artikel. Knosp forschte insbesondere auf dem Gebiet der aus Teer gewonnenen Anilinfarbstoffe.

## Unternehmensgeschichte der Farbenfabrik Knosp

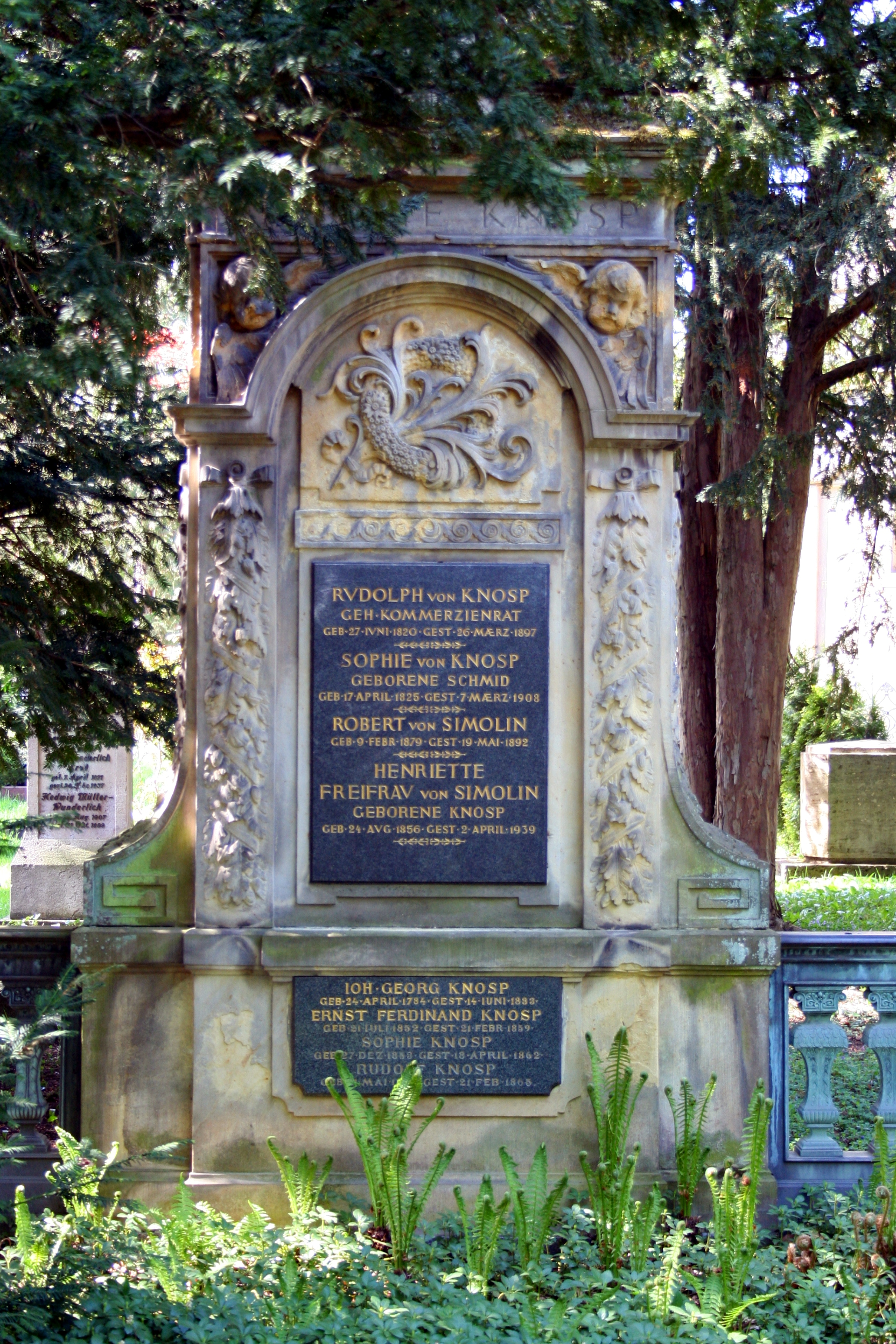
Grab auf dem Pragfriedhof in Stuttgart, Abteilung 1

Die bei seinen Entwicklungen erlangten Erkenntnisse und Verbesserungen im Herstellungsverfahren erforderten räumliche Ausweitungen der Produktionsanlagen. Ein Jahr später, 1846, zog er an die Rotebühlstraße im Stuttgarter Westen um. In den 1850er und 1860er Jahren erfolgten Erweiterungen und Neubauten am neuen Standort. Auch in den Folgejahren wurde das Werk immer wieder vergrößert. 1872 kaufte das Unternehmen noch das Gelände der ehemaligen Korsett-Fabrik D'Ambly auf der gegenüberliegenden Seite der Rotebühlstraße hinzu.
Große Konkurrenz erwuchs dem Unternehmen schließlich durch die chemische Fabrik von Gustav Siegle. Im Jahr 1873 fusionierte Knosp daher mit Siegles Unternehmen G. Siegle & Co. und der von Friedrich Engelhorn gegründeten Badischen Anilin- und Sodafabrik (BASF). Die BASF genoss mit ihrem Standort Ludwigshafen am Rhein unübersehbare strategische Vorteile, weshalb das vereinigte Unternehmen unter der Firma Badische Anilin- und Sodafabriken, Ludwigshafen a. Rh. und Stuttgart seine Produktion auf Ludwigshafen konzentrierte. Das Knosp-Fabrikgelände in Stuttgart wurde zunächst an eine Möbelfabrik verpachtet und wich später einem neobarocken Bau der Architekten Ludwig Eisenlohr und Carl Weigle. Bis zu seinem Tod 1897 war Knosp Aufsichtsratsvorsitzender der BASF.
Die Bauten auf dem Stuttgarter Fabrikgelände wurden im Zweiten Weltkrieg zerstört und anschließend nicht wiederaufgebaut. Zurzeit besteht auf dem Gelände ein Bürobau der BASF.

## Stiftung Knosp
Durch eine Stiftung von 2 Millionen Mark ermöglichten Knosp und seine Ehefrau Sophie Knosp geb. Schmid den Bau des Rudolf-Sophien-Stifts im Stuttgarter Süden. Das Stift wurde erst 1914 fertiggestellt und dient heute als Rehabilitationszentrum und Klinik für Psychiatrie, Psychotherapie und Psychosomatik.

## Politisches Engagement
Von 1868 bis 1870 gehörte Rudolf Knosp als Abgeordneter des Wahlkreises Württemberg 13 (Stuttgart) dem Zollparlament an.

## Knosp-Gebäude in Stuttgart-West

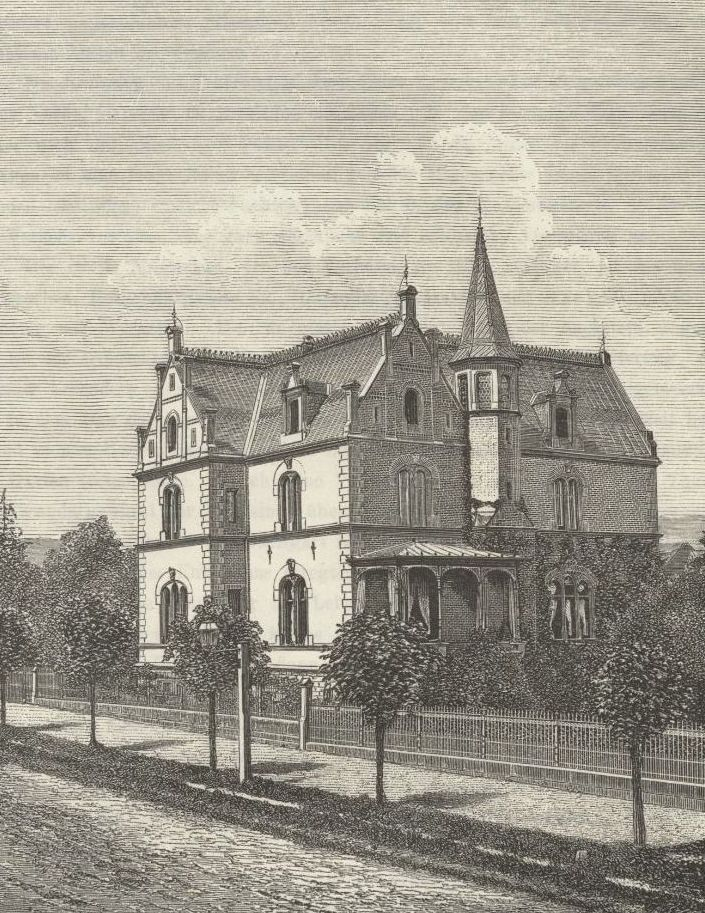
Villa Knosp, um 1871

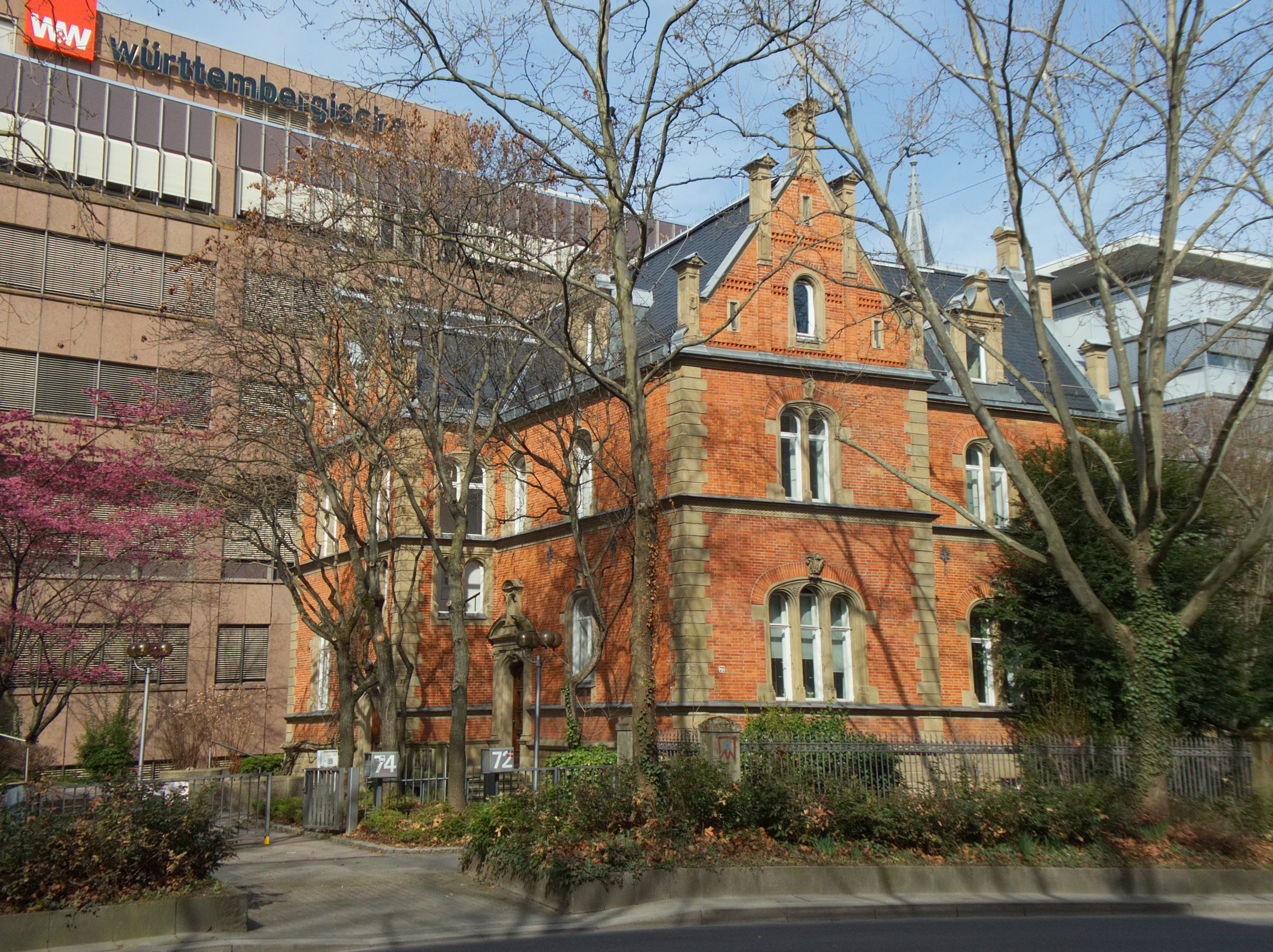
Villa Knosp, 2017

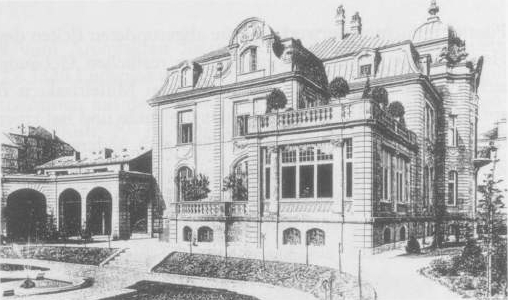
Villa Simolin, 1898

Rudolf Knosp zog 1847 mit seiner Fabrik von Cannstatt in den Stuttgarter Westen, wo er sein erstes Fabrikgebäude auf dem Grundstück Rotebühlstraße 70  erbaute. 1859 baute er auf dem Nachbargrundstück seinen Familienwohnsitz, die Villa Knosp. Auf der gegenüber liegenden Seite der Rotebühlstraße baute Knosp 1872 weitere Fabrikgebäude und Wohnhäuser (Rotebühlstraße 97 und 101), neben den Fabrikgebäuden von Gustav Siegle (Rotebühlstraße 103 und 105). 
| Adresse                | Baujahr | Objekt |
| ---------------------- | ------- | --- |
| Rotebühlstraße 70      | 1847    | Rudolf Knosps erstes Fabrikgebäude, ab 1880 an Möbelfabriken vermietet |
| Rotebühlstraße 70      | 1898    | anstelle des abgebrochenen Fabrikbaus Neubau der Villa Simolin, Wohnsitz von Knosps Tochter Henriette Freifrau von Simolin-Knosp, im Zweiten Weltkrieg zerstört, heute Standort eines modernen Geschäftsgebäudes |
| Rotebühlstraße 72      | 1859    | Villa Knosp, Wohnsitz der Familie Knosp, heute im Besitz der Württembergischen Versicherung AG |
| Rotebühlstraße 97, 101 | 1872    | Erweiterungsbauten der Knosp'schen Fabrik |

Nach dem Tod ihres Ehemanns 1897 erbaute Sophie Knosp in den nächsten Jahren auf dem ehemaligen Fabrikgelände zwischen Rotebühlstraße, Hasenbergstraße, Senefelderstraße und Augustenstraße eine Handelsschule und eine Wohnsiedlung. Die Siedlung wurde Knosp'sche Siedlung genannt, die Straße, an der die Siedlung liegt, erhielt 1902 den Namen Knospstraße.

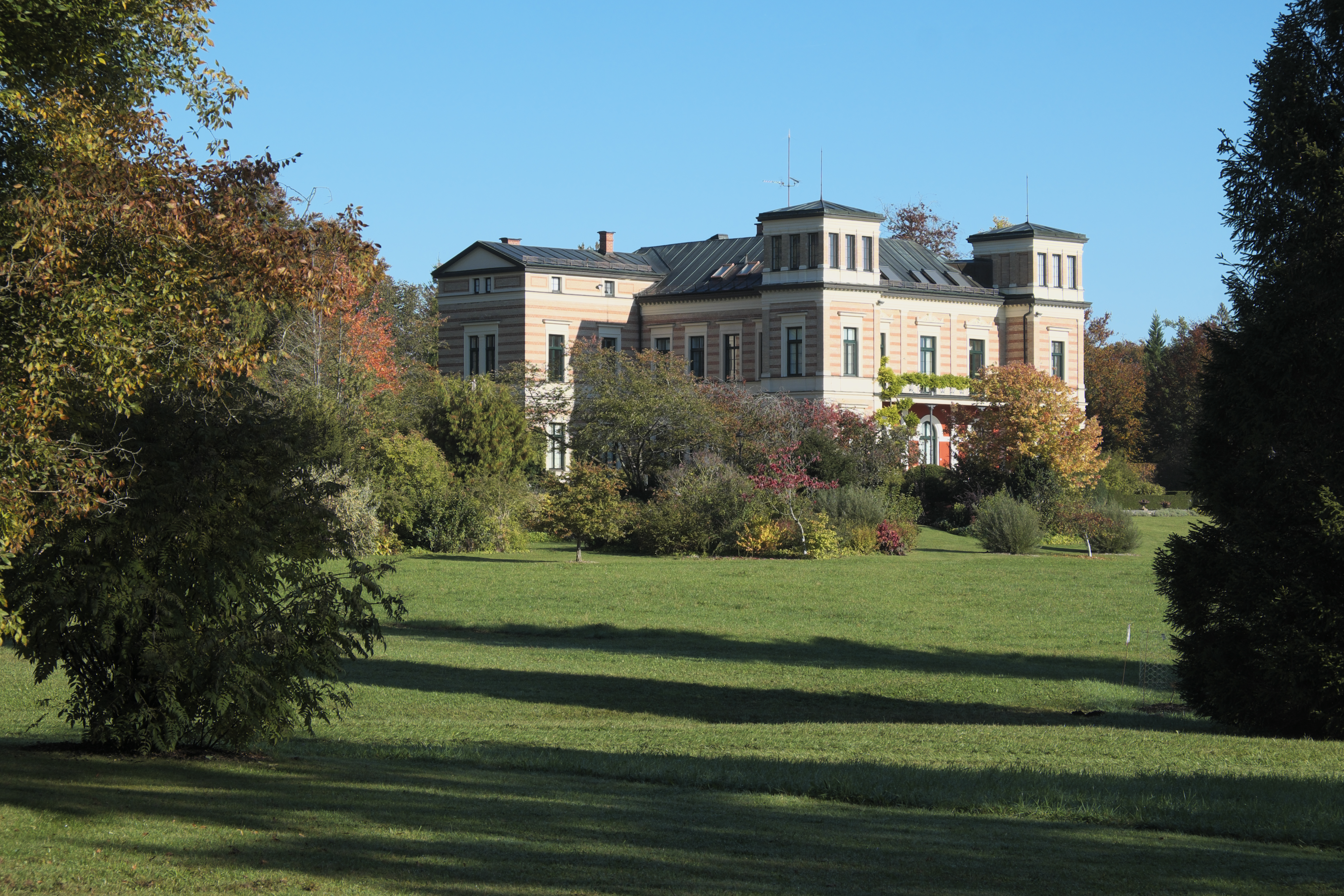
Schloss Seeseiten am Starnberger See (2018)

| Adresse               | Baujahr | Objekt                                                                    |
| --------------------- | ------- | ------------------------------------------------------------------------- |
| Augustenstraße 56     | 1901    | Mehrfamilienwohnhaus                                                      |
| Knospstraße 1–11, 2–4 | 1902    | Knosp'sche Siedlung                                                       |
| Knospstraße 8         | 1903    | Höhere Handelsschule, heute Wirtschaftsgymnasium und Kaufmännische Schule |
| Senefelderstraße 13   | 1906    | Mehrfamilienwohnhaus                                                      |

## Villa am Starnberger See
1872 erwarb Rudolf Knosp das von Georg von Dollmann in den Jahren 1866/67 gebaute sogenannte Schloss Seeseiten, eines der bedeutenden Landhäuser am Starnberger See. Das Anwesen gelangte über seine Nachkommen und Einheirat in den Familienbesitz von August von Finck junior.

### Allgemein
- Rudolf Krauß: Knosp, Rudolf von. In: Allgemeine Deutsche Biographie (ADB). Band 51, Duncker & Humblot, Leipzig 1906, S. 273.
- Armin Wankmüller: Knosp, Rudolf von. In: Neue Deutsche Biographie (NDB). Band 12, Duncker & Humblot, Berlin 1980, ISBN 3-428-00193-1, S. 227 f. (Digitalisat).
- Anton Bettelheim (Hrsg.): Biographisches Jahrbuch und deutscher Nekrolog. Reimer, Berlin 1898 (Band 2) und 1900 (Band 4).
- Gustaf Jacob: Rudolph Knosp. In: Max Miller, Robert Uhland (Hrsg.): Lebensbilder aus Schwaben und Franken. Band 8, Kohlhammer, Stuttgart 1962, S. 272–293.
- Wilhelm Kosch (fortgeführt von Eugen Kuri): Biographisches Staatshandbuch. Band 1, Francke, Bern u. a. 1963.
- Paul Sauer: Das Werden einer Großstadt. Stuttgart zwischen Reichsgründung und Erstem Weltkrieg 1871–1914. Stuttgart 1988, Seite 177–179, 384.
- Walther Killy, Rudolf Vierhaus (Hrsg.): Deutsche Biographische Enzyklopädie. Band 5, Saur, München u. a. 1997.

### Knosp-Gebäude
- Villa Knosp. In: Gebhard Blank: Stuttgarter Villen im 19. Jahrhundert. Eine Begleitschrift zur Ausstellung im Wilhelms-Palais vom 18. März bis 16. August 1987. Stuttgart 1987, S. 14.
- Christine Breig: Der Villen- und Landhausbau in Stuttgart 1830–1930. Ein Überblick über die unterschiedlichen Umsetzungen und Veränderungen des Bautypus Villa in Stuttgart. Stuttgart 2004, S. 452–456.
- Ulrich Gohl: Gesichter ihrer Zeit. Unbekannte Stuttgarter Bau- und Kulturdenkmäler. Silberburg-Verlag, Tübingen 1992, S. 11–14. (Villa Knosp)
- Gabriele Kreuzberger: Fabrikbauten in Stuttgart. Ihre Entwicklung von der Mitte des 19. Jahrhunderts bis zum Ersten Weltkrieg. Klett-Cotta, Stuttgart 1993, ISBN 3-608-91629-6.
- Wolfgang Müller: Stuttgart in alten Ansichten. Zaltbommel 1979, Tafel 101.
- Annette Schmidt: Ludwig Eisenlohr. Ein architektonischer Weg vom Historismus zur Moderne. Stuttgarter Architektur um 1900. Stuttgart-Hohenheim 2006, S. 368–370, 400–415 u. 488 f.